# NGC 3196
NGC 3196 est une lointaine galaxie lenticulaire située dans la constellation du Lion. NGC 3196 a été découverte par l'astronome germano-britannique William Herschel en 1785.

## Caractéristiques
Sa vitesse par rapport au fond diffus cosmologique est de 15 392 ± 21 km/s, ce qui correspond à une distance de Hubble de 227 ± 16 Mpc (∼740 millions d'al).
En raison d'une brillance de surface égale à 11,85  mag/am2, on peut qualifier NGC 3196 de galaxie présentant une brillance de surface élevée.
Selon la base de données Simbad, NGC 3196 est une galaxie active de type Seyfert 2.